# Haechi (série télévisée)
Haechi (hangeul : 해치 ; hanja : 獬豸 ; RR : Haechi) est une série télévisée sud-coréenne de 2019 mettant en vedette Jung Il-woo, Go Ara, Kwon Yul et Park Hoon. Produite par Kim Jong-hak Production, elle a été diffusée les lundis et mardis sur SBS à 22h00 (KST) du 11 février au 30 avril 2019,.

## Synopsis
Se déroulant pendant la période Joseon, la série suit quatre personnes d'horizons différents qui se sont réunies pour aider Yi Geum, le prince Yeoning (plus tard le roi Yeongjo) à revendiquer le trône et à réformer le Saheonbu.

## Distribution

### Acteurs principaux
- Jung Il-woo : Yi Geum, le prince Yeoning (plus tard le roi Yeongjo)

Un prince intelligent et zélé qui est discriminé pour les origines modestes de sa mère.
- Go Ara : Chun Yeo-ji

Une femme inspectrice de la police du Saheonbu. L'une des meilleures enquêteuses féminines, elle a un talent à la fois pour les arts martiaux et les langues étrangères. Plus tard, elle entre au palais en tant que servante de la reine douairière Inwon.
- Kwon Yul : Bak Mun-su

Un homme passionné qui recherche la justice et vise à protéger les faibles et les pauvres. Il prépare le concours de la fonction publique pour devenir fonctionnaire. Plus tard, il devient enquêteur du Saheonbu et enquêteur secret du roi Yeongjo.
- Park Hoon : Dal-moon

Se présentant comme un mendiant, il contrôle un réseau d'informateurs et de conteurs qui collectent des informations dans toute la capitale de Joseon et ont la capacité d'influencer l'opinion des gens ordinaires.
- Lee Geung-young : Min Jin-won, le frère de feu la reine Inhyeon, l'un des chefs de la faction politique de Noron et l'un des politiciens les plus chevronnés de la cour de Joseon.
- Jung Moon-sung : Yi Tan, le prince Milpung, descendant direct du prince héritier Sohyeon. Il pense que le trône Joseon devrait appartenir au descendant du prince héritier Sohyeon. Utilisant tous les moyens nécessaires, il tente de s'emparer du poste de prince héritier et, par la suite, du trône.
- Bae Jung-hwa : Chun Yoon-young / Bok-dan. Rêvant de devenir la reine de Joseon, elle aide la cause du prince Milpung et devient sa partenaire.
- Han Sang-jin : Wi Byung-joo. Un enquêteur du Saheonbu. Issu d'une famille de la faction politique Namin, il fait face à des difficultés dans sa carrière d'enquêteur, jusqu'à ce qu'il s'aligne sur la faction politique Noron et devienne leur main dans le contrôle du Saheonbu en leur nom.

### Acteurs secondaires
- Park Ji-yeon : Cho Hong
- Han Ji-sang : Do Ji-kwang
- Yoo Jung-rae : Kyu Hwa-eun
- Han Seung-hyun : Yi Yun, le prince héritier Hwiso (plus tard le roi Gyeongjong)
- Nam Gi-ae : la reine Inwon
- Choi Soo-im : la reine Jeongseong / Lady Seo[4]
- Jung Sun-won : Joo Young-han
- Jung In-seo : Go-mi
- Choi Min-chul : Yoon Hyuk
- Jeon Bae-soo : Jang Dal
- Ahn Seung-gyun : Ah Bong
- Im Ho : Yi Kwang-jwa
- Do Ki-seok : Kae Dol
- Ha Sung-kwang : Ja Dong
- Seo Eun-yul : Han Joon-jae
- Lee Won-jae : Kim Chang-jib
- Kim Jong-soo : Lee I-myung
- Noh Young-hak : Yi Hwon, le prince Yeonryeong
- Lee Jae-woo : le nouvel inspecteur
- Lee Pil-mo : Han Jeong Seok
- Song Ji-in : la princesse héritière Eo (plus tard la reine Seonui)
- Go Joo-won : Yi In-Jwa

### Invités et caméos
- Kim Kap-soo : Yi Sun, le roi Sukjong

## Production
La première lecture du scénario a eu lieu en décembre 2018 aux SBS Ilsan Production Studios à Goyang, dans la province de Gyeonggi, en Corée du Sud.
Le 7 mars 2019, il a été rapporté lors du tournage de la série que Go Ara s'est rompue le ligament talo-fibulaire antérieur, ce qui l'a amenée à être hospitalisée et à porter un plâtre,.

## Bande originale

### Partie 1
| 1.   | Love Poem (순애보) | Jung-in | 4:11 |
| 2.   | Love Poem (Inst.)  |         | 4:11 |
| 8:22 |                    |         |      |

### Partie 2
| 1.   | Story Conveyed By The Wind (바람이 전하는 이야기) | Jeon Woo-sung (Noel) | 4:56 |
| 2.   | Story Conveyed By The Wind (Inst.)                |                      | 4:56 |
| 9:52 |                                                   |                      |      |

## Audiences
- Dans ce tableau, les nombres bleus représentent les audiences les plus basses et les nombres rouges représentent les audiences les plus élevées.
- NC indique que la série ne figurait pas parmi les 20 meilleurs programmes quotidiens à cette date.
- N/A indique que l'audience n'est pas connue.

| Épisode | Date de diffusion | Titre                                                                                                | Part d'audience moyenne | Part d'audience moyenne | Part d'audience moyenne     |
| Épisode | Date de diffusion | Titre                                                                                                | TNmS                    | AGB Nielsen             | AGB Nielsen                 |
| Épisode | Date de diffusion | Titre                                                                                                | Tout le pays            | Tout le pays            | Région de la capitale Séoul |
| ------- | ----------------- | --- | ----------------------- | ----------------------- | --------------------------- |
| 1       | 11 février 2019   | The Lowly Prince (천한 왕자)                                                                         | 5.4%                    | 6.0% (20ème)            | 6.9% (16ème)                |
| 2       | 11 février 2019   | The Lowly Prince (천한 왕자)                                                                         | 6.6%                    | 7.1% (14ème)            | 7.1% (11ème)                |
| 3       | 12 février 2019   | Your Name Is... (너의 이름은)                                                                        | 6.0%                    | 6.4% (15ème)            | 7.3% (12ème)                |
| 4       | 12 février 2019   | Your Name Is... (너의 이름은)                                                                        | 6.9%                    | 6.9% (11ème)            | 7.5% (8ème)                 |
| 5       | 18 février 2019   | The Misfortunes of Virtue (미덕의 불운)                                                              | 6.0%                    | 5.0% (NR)               | 5.8% (19ème)                |
| 6       | 18 février 2019   | The Misfortunes of Virtue (미덕의 불운)                                                              | 6.8%                    | 6.3% (15ème)            | 7.0% (14ème)                |
| 7       | 19 février 2019   | The Night of Fate (운명이 헤매는 밤)                                                                 | 5.6%                    | 5.1% (NR)               | 5.6% (20ème)                |
| 8       | 19 février 2019   | The Night of Fate (운명이 헤매는 밤)                                                                 | 6.5%                    | 5.9% (18ème)            | 6.4% (15ème)                |
| 9       | 25 février 2019   | Back to the Living (다시, 산자에게)                                                                  | NC                      | 5.4% (NR)               | 6.0% (16ème)                |
| 10      | 25 février 2019   | Back to the Living (다시, 산자에게)                                                                  | 6.0%                    | 6.1% (17ème)            | 6.4% (14ème)                |
| 11      | 26 février 2019   | Wavering Alliance (흔들리는 동맹)                                                                    | 5.3%                    | 5.0% (NR)               | 5.4% (NR)                   |
| 12      | 26 février 2019   | Wavering Alliance (흔들리는 동맹)                                                                    | 6.7%                    | 6.4% (13ème)            | 6.8% (11ème)                |
| 13      | 4 mars 2019       | The Art of Propaganda (선동의 기술)                                                                  | NC                      | 4.9% (NR)               | 5.5% (19ème)                |
| 14      | 4 mars 2019       | The Art of Propaganda (선동의 기술)                                                                  | 6.3%                    | 6.4% (15ème)            | 7.1% (9ème)                 |
| 15      | 5 mars 2019       | The Beginning of the Counterattack (반격의 서막)                                                     | 6.4%                    | 6.6% (17ème)            | 7.3% (14ème)                |
| 16      | 5 mars 2019       | The Beginning of the Counterattack (반격의 서막)                                                     | 7.3%                    | 7.9% (10ème)            | 8.6% (5ème)                 |
| 17      | 11 mars 2019      | The Strike of Man (사람의 가격)                                                                      | 5.7%                    | 6.5% (18ème)            | 6.8% (15ème)                |
| 18      | 11 mars 2019      | The Strike of Man (사람의 가격)                                                                      | 6.7%                    | 7.5% (12ème)            | 7.8% (11ème)                |
| 19      | 12 mars 2019      | The Girl with the Black Tattoo (검은 무신을 한 소녀)                                                 | 5.9%                    | 6.1% (18ème)            | 6.8% (18ème)                |
| 20      | 12 mars 2019      | The Girl with the Black Tattoo (검은 무신을 한 소녀)                                                 | 7.1%                    | 7.2% (13ème)            | 7.7% (10ème)                |
| 21      | 18 mars 2019      | The Limp, The Face with Smallpox Scars (절름발이, 얽은 얼굴, 아홉 손가락)                            | 5.8%                    | 5.5% (20ème)            | 6.2% (16ème)                |
| 22      | 18 mars 2019      | The Limp, The Face with Smallpox Scars (절름발이, 얽은 얼굴, 아홉 손가락)                            | 6.8%                    | 7.0% (11ème)            | 7.6% (10ème)                |
| 23      | 19 mars 2019      | A Criminal Transaction (죄의 거래)                                                                   | 6.0%                    | 5.7% (18th)             | 6.0% (16ème)                |
| 24      | 19 mars 2019      | A Criminal Transaction (죄의 거래)                                                                   | 7.0%                    | 6.7% (12ème)            | 7.3% (7ème)                 |
| 25      | 25 mars 2019      | Temptation (미혹)                                                                                    | 6.3%                    | 6.5% (17ème)            | 6.9% (14ème)                |
| 26      | 25 mars 2019      | Temptation (미혹)                                                                                    | 6.5%                    | 6.8% (12ème)            | 7.2% (11ème)                |
| 27      | 26 mars 2019      | Decisive Battle (결전)                                                                               | 6.1%                    | 6.7% (13ème)            | 7.1% (12ème)                |
| 28      | 26 mars 2019      | Decisive Battle (결전)                                                                               | 6.9%                    | 7.4% (9ème)             | 8.3% (6ème)                 |
| 29      | 1er avril 2019    | Decisive Battle (결전)                                                                               | 6.7%                    | 7.2% (13ème)            | 7.7% (9ème)                 |
| 30      | 1er avril 2019    | Decisive Battle (결전)                                                                               | 7.6%                    | 8.1% (9ème)             | 8.7% (7ème)                 |
| 31      | 2 avril 2019      | The Trace of Evil (악의 흔적)                                                                        | 7.1%                    | 7.8% (7ème)             | 8.6% (7ème)                 |
| 32      | 2 avril 2019      | The Trace of Evil (악의 흔적)                                                                        | 7.8%                    | 8.4% (5ème)             | 9.1% (5ème)                 |
| 33      | 8 avril 2019      | A Sorrowful Duty (슬픈 사명)                                                                         | 6.4%                    | 7.5% (11ème)            | 8.6% (7ème)                 |
| 34      | 8 avril 2019      | A Sorrowful Duty (슬픈 사명)                                                                         | 7.0%                    | 8.2% (8ème)             | 9.1% (6ème)                 |
| 35      | 9 avril 2019      | The Rights to Become a King (군왕의 자격)                                                            | 7.1%                    | 7.4% (15ème)            | 7.4% (12ème)                |
| 36      | 9 avril 2019      | The Rights to Become a King (군왕의 자격)                                                            | 8.3%                    | 8.2% (7ème)             | 8.5% (7ème)                 |
| 37      | 15 avril 2019     | A Black Chaos (검은 환란)                                                                            | 6.1%                    | 6.2% (16ème)            | 6.4% (15ème)                |
| 38      | 15 avril 2019     | A Black Chaos (검은 환란)                                                                            | 6.8%                    | 7.1% (9ème)             | 7.4% (9ème)                 |
| 39      | 16 avril 2019     | A Black Chaos (검은 환란)                                                                            | 6.3%                    | 6.9% (10ème)            | 7.4% (9ème)                 |
| 40      | 16 avril 2019     | A Black Chaos (검은 환란)                                                                            | 7.3%                    | 8.1% (7ème)             | 9.0% (7ème)                 |
| 41      | 22 avril 2019     | Rebellion (변란)                                                                                     | 6.6%                    | 7.3% (10ème)            | 8.1% (7ème)                 |
| 42      | 22 avril 2019     | Rebellion (변란)                                                                                     | 7.3%                    | 8.0% (6ème)             | 8.8% (5ème)                 |
| 43      | 23 avril 2019     | Triumph (승전)                                                                                       | 7.2%                    | 7.5% (8ème)             | 8.2% (8ème)                 |
| 44      | 23 avril 2019     | Triumph (승전)                                                                                       | 7.7%                    | 8.2% (5ème)             | 9.0% (5ème)                 |
| 45      | 29 avril 2019     | An Old Hope (오래된 희망)                                                                            | 6.6%                    | 6.9% (13ème)            | 6.9% (11ème)                |
| 46      | 29 avril 2019     | An Old Hope (오래된 희망)                                                                            | 6.7%                    | 7.0% (12ème)            | 7.1% (7ème)                 |
| 47      | 30 avril 2019     | Haechi: The Legendary Beast That Differentiates Good and Evil (해치: 선악을 구부하는 전설 속의 동물) | 6.5%                    | 7.1% (10ème)            | 7.4% (9ème)                 |
| 48      | 30 avril 2019     | Haechi: The Legendary Beast That Differentiates Good and Evil (해치: 선악을 구부하는 전설 속의 동물) | 7.3%                    | 7.4% (8ème)             | 7.7% (8ème)                 |
| Moyenne | Moyenne           | Moyenne                                                                                              | 6.6%                    | 6.8%                    | 7.4%                        |

## Récompenses et nominations
| Année | Récompense       | Catégorie                                           | Nominés               | Résultat   |
| ----- | ---------------- | --------------------------------------------------- | --------------------- | ---------- |
| 2019  | SBS Drama Awards | Award du producteur                                 | Jung Il Woo           | Nomination |
| 2019  | SBS Drama Awards | Top Excellence Award, actreur dans un drama mi-long | Jung Il Woo           | Nomination |
| 2019  | SBS Drama Awards | Top Excellence Award, actrice dans un drama mi-long | Go Ara                | Nomination |
| 2019  | SBS Drama Awards | Excellence Award, acteur dans un drama mi-long      | Kwon Yul              | Nomination |
| 2019  | SBS Drama Awards | Excellence Award, actrice dans un drama mi-long     | Bae Jung-hwa          | Nomination |
| 2019  | SBS Drama Awards | Meilleur acteur dans un second rôle                 | Park Hoon             | Nomination |
| 2019  | SBS Drama Awards | Award du meilleur personnage, acteur                | Jung Moon-sung        | Lauréat    |
| 2019  | SBS Drama Awards | Award du meilleur couple                            | Jung Il-woo et Go Ara | Nomination |